# Лесные пожары в России (2022)
Лесные пожары в России в 2022 году — продолжающиеся масштабные лесные пожары, с мая ими была охвачена лишь территория Сибири. Очаги возгораний были в Красноярском и Алтайском краях, Иркутской, Кемеровской, Омской, Курганской областях и Хакасии. Общая площадь пожаров (на 15 мая) — около 20 тысяч гектаров, а с начала 2022 года — более 100 тысяч гектаров. Возможные причины возгораний — неосторожное обращение с огнём во время пикников на майских праздниках, замыкания ЛЭП и подстанций или возгорания сухой травы и также умышленные поджоги.
10 августа 2022 года площадь лесных пожаров в России за сутки увеличилась на 15 ℅. В Ханты-Мансийском автономном округе тушили более 110 тыс. га. Смог от лесных пожаров в Югре добрался до Приволжья — четыре района Башкирии заволокло дымом.
На 00:00 21 августа общая площадь лесных пожаров на территории Российской Федерации выросла за сутки более, чем на 17 тыс. га. Действовало 90 лесных пожаров на площади 102 883 га, по которым проводились работы по активному тушению. В Якутии тушили семь пожаров на площади 80 889 га. Также велось тушение возгораний на значительных площадях в Рязанской области (7 470 га), Республике Коми (6 741 га), Нижегородской области (5 200 га), Республике Марий Эл (700 га) и Ханты-Мансийском автономном округе (113 га). Два пожара тушили на землях особо охраняемых природных территорий на площади 1101 га в Рязанской области — в заповеднике Окский и национальном парке Мещëрский.
26 августа площадь лесных пожаров в России увеличилась более чем на 12 тыс. га и составила 122,5 тыс. га. Самые масштабные пожары — в Якутии, где огнём пройдено 74 667 га, Коми (15 722 га), Рязанской области (14 000 га), Ханты-Мансийском автономном округе (6992 га), Нижегородской области (6500 га).

## Лесные пожары в Рязанской области

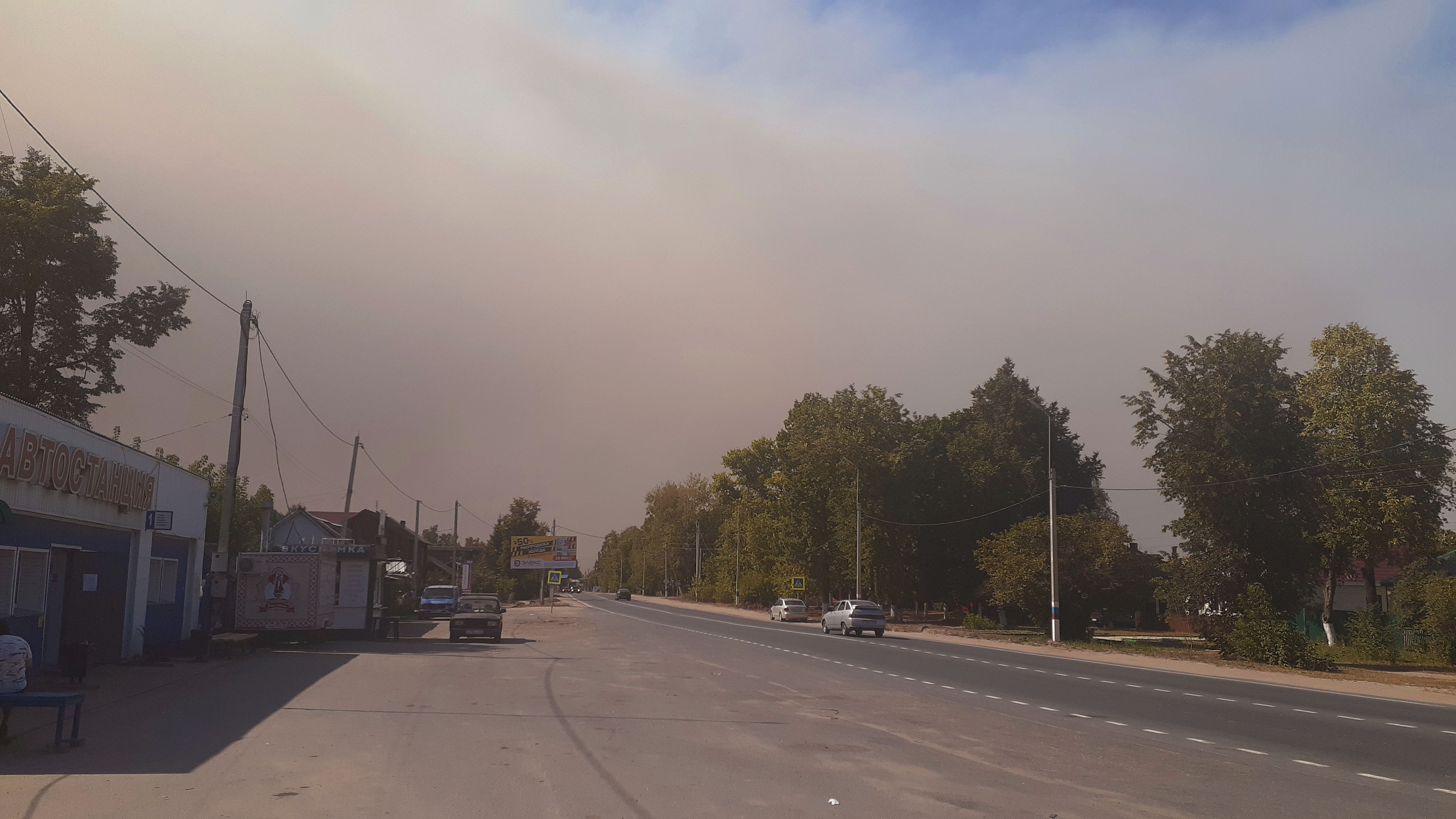
Смог от лесных пожаров в пгт Тума Клепиковского района Рязанской области

В августе произошло крупное возгорание леса в Рязанской области. 18 августа смог от пожаров в Рязанской области достиг Москвы. К 21 августу площадь активных природных пожаров в Рязанской области составляет около 160 га, всего огнем пройдено около 8,6 тыс. га, сообщила пресс-служба регионального МЧС. Как говорится в сообщении, предпринимаются все необходимые меры для тушения и защиты населенных пунктов. Начиная с 20 августа дым стал появляться на территории соседней Московской области и Москвы. 22 августа регионы окутала плотная дымка, в Рязанской области ввели режим чрезвычайной ситуации. 25 августа стало известно, что в лесных пожарах в Рязанской области сгорело как минимум восемь пожарных автомобилей, направленных туда из Москвы для борьбы с пожарами.
27 августа площадь лесных пожаров в Рязанской области увеличилась за сутки на 10℅ и достигла 19 тыс. га. В населённых пунктах Передельцы, Малиновка и Криуша выявлено превышение концентрации вредных веществ в воздухе (по оксиду углерода).
30 августа 2022 года площадь лесных пожаров в Рязанской области выросла за минувшие сутки на 2 тыс. га и составляет более 22 тыс. га.

## Последствия

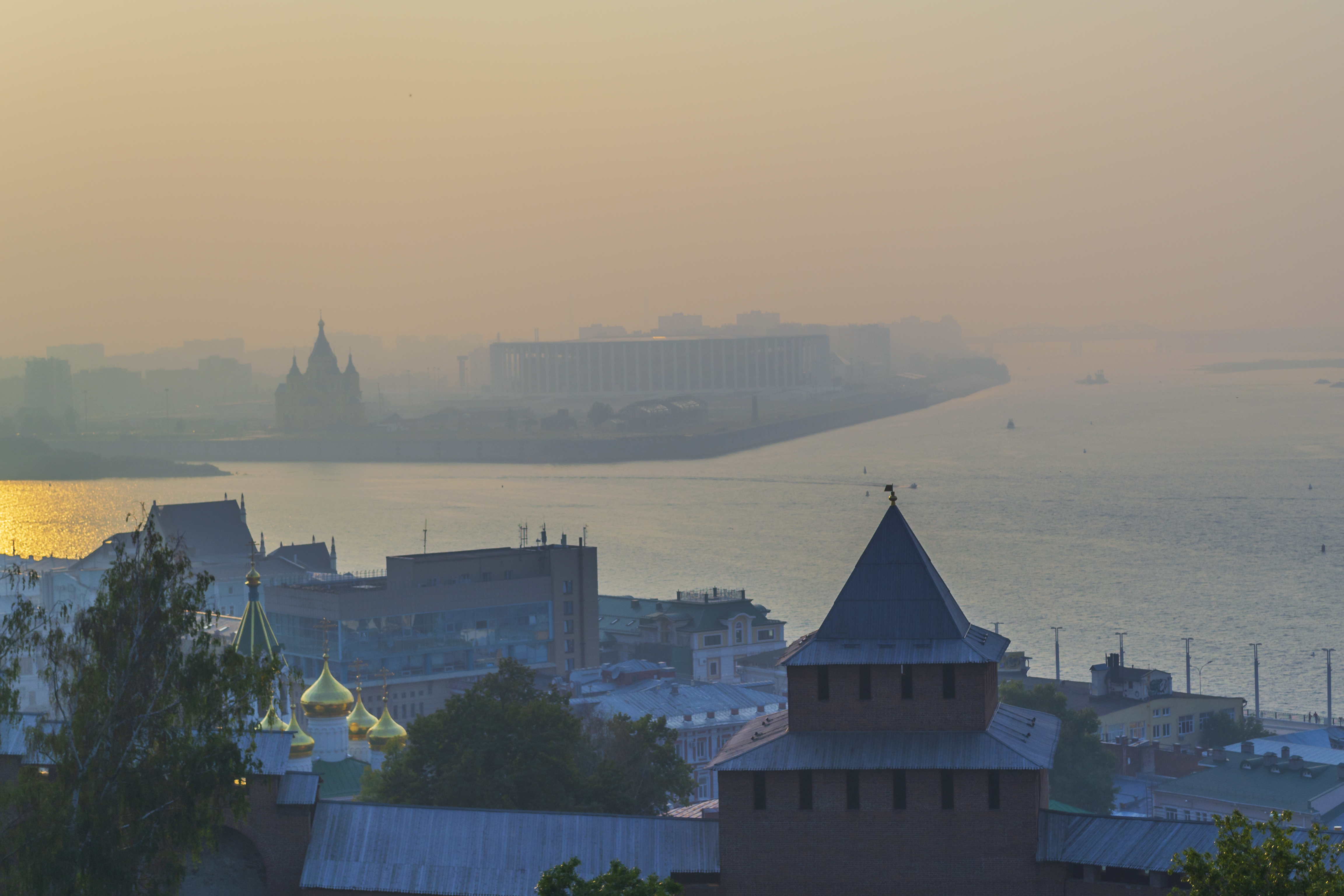
Смог от лесных пожаров в Нижнем Новгороде из Воротынского района области

С начала пожароопасного сезона в России возникло более 6 тыс. пожаров, а общая площадь, пройденная огнём, превысила 860 тыс. га, сообщили в Минприроды РФ.
Из них 467,7 тысяч (54 %) — на Дальнем Востоке и 306,9 тысяч (35 %) — в Сибири, говорится в сообщении в официальном телеграм-канале ведомства.
При этом в министерстве подчеркнули, что ни один лесной пожар, возникший с начала пожароопасного сезона 2022 года, не перешел в населённые пункты. В Минприроды уточнили, что в этом году федеральное финансирование на борьбу с лесными пожарами увеличили с 6 млрд рублей до 14,2 млрд рублей.